# Cetatea Blankenberg (Neufelden)

Oberösterreich, Austria

Cetatea Blankenberg este azi o ruină lângă localitatea Neufelden în Oberösterreich, Austria.

## Geografie
Ruina se află la locul de vărsare a râului Bayrabach în Große Mühl (un afluent al Dunării), o zonă împădurită und se ma pot observa resturi din zidurile cetății.
1. 1 2 3  Monuments database, 18 august 2017